# OpenKM
OpenKM es un sistema de gestión de documentos Free/Libre  que proporciona una interfaz web para gestionar archivos no específicos. OpenKM incluye un repositorio de contenido, una indexación de  Lucene y un flujo de trabajo jBPM. El sistema OpenKM fue desarrollado utilizando tecnología abierta (Java,  Tomcat,  Lucene,  Hibernate,  Spring).
En 2005, dos desarrolladores involucrados en tecnologías de código abierto y experiencia con algunas soluciones comerciales de gestión de documentos (SharePoint, Documentum, Hummingbird, entre otros) como el motor de búsqueda Excalibur o el motor Kofax OCR decidieron iniciar un proyecto fuente abierta, basado en tecnologías de alto nivel para construir un sistema de gestión de documentos que eligieron llamar OpenKM.
Al inicio del proyecto, recibió la ayuda de fondos del gobierno español del PROYECTO PROFIT. A finales de 2006, se lanzó la primera versión OpenKM
En 2011 y 2012, OpenKM comenzó a expandir sus mercados, traduciendo la aplicación a más de 35 idiomas, permitiendo que el Sistema de Gestión de Documentos se utilizara en todo el mundo mediante la creación de una red de socios.
En 2017, para proporcionar mejores relaciones con los clientes en todas las regiones, OpenKM estableció filiales en Francia, Alemania, Indonesia, Italia, Malasia, la región MENA  y los Estados Unidos. Las nuevas sucursales fueron creadas para que el personal pudiera responder mejor a las necesidades de los clientes locales y de los interesados en OpenKM. En 2018 OpenKM Polonia en 2019 OpenKM Hungría, OpenKM Serbia y OpenKM China, y en 2021 OpenKM Rusia se incorporaron a la red mundial OpenKM de filiales.
OpenKM ha comenzado a lanzar su nueva versión, 7.0, que representa un paso gigantesco en la tecnología, haciendo que OpenKM se vea más fresco, moderno y fácil de usar. OpenKM espera completar el lanzamiento de la nueva versión a finales de 2020. Los usuarios actuales con servicios de soporte tendrán la opción de actualizar a la versión 7.0
OpenKM se ofrece en 3 versiones distintas:
- OpenKM Community:  modalidad de licenciamiento GNU General Public Licence version 2. El código fuente de OpenKM está disponible para toda la comunidad, la cual es libre de utilizarlo, modificarlo y redistribuirlo bajo las premisas de dicha licencia.
- OpenKM Profesional: licencia de código abierto y estándares abiertos, con la posibilidad de soporte comercial y propietario a escala empresarial.
- OpenKM Cloud: es la modalidad SaaS o Software como servicio  de OpenKM.

## Historia
En 2004, la mayoría del equipo directivo de OpenKM trabajaba como desarrolladores y jefes de proyecto en una empresa de nuevas tecnologías especializada en código abierto y, a su vez, comercializadora de soluciones de gestión documental de tecnología propia.
En ese año nace OpenKM,  gracias al trabajo conjunto de Paco Ávila y Josep Llort,  2 ingenieros especialistas en tecnologías de código abierto, con experiencia comercial en soluciones de gestión documental.
En 2005 OpenKM obtiene el apoyo del Programa Nacional de Tecnologías de Servicios de la Sociedad de la Información.
Actualmente OpenKM cuenta con clientes y representación física en todos los continentes.

## Arquitectura
- Apache Tomcat
- Google Web Toolkit – Ajax (GWT)
- Hibernate
- Spring
- Lucene
- POI file format conversion
- Open Office
- JBPM
- KEA
- Weka
- Aperture

La información se guarda en sistemas de gestión de bases de datos relaciones (MySQL, MariaDB, PostgreSQL, MS SQL Server, Oracle; entre otras.)

## Uso
OpenKM es una aplicación web de gestión documental que utiliza estándares y tecnologías de código abierto.  Está comprobada su compatibilidad con Internet Explorer, Mozilla Firefox, Safari, Opera, Google Chrome.
Sirve para gestionar documentos, registros,  correos electrónicos, imágenes y ofrecer un entorno de desarrollo colaborativo de contenidos.

## Características Generales[1]
- Gestión documental
- Gestión de registros
- Gestión de contenidos
- Gestión de imágenes
- Automatismos
- Archivo de correos electrónicos
- Plataforma multiempresa
- Utilidades de clasificación de la información ( palabras clave, categorías, metadatos )
- Control de versiones
- Servicio de subscripción
- Utilidades colaborativas ( notas, relaciones, foro, wiki, chat)
- Búsqueda simple y avanzada con el motor Lucene
- Creación de canales de información a medida
- Flujo de trabajo basado en JBOSS
- Compatibilidad con Windows, Linux, Mac OS y Solaris
- Traducciones: disponible en más de 35 idiomas.
- Soporte cluster
- OCR zonal

## Integraciones
OpenKM proporciona una plataforma interoperable que permite conectar el gestor documental con terceras aplicaciones. Existen varias posibilidades:
- OpenKM SDK's para Java, .Net y PHP[2]
- API de los Webservices REST
- Autentificación plugable que permite utilizar una base de datos externa con usuarios, LDAP o Active Directory, SSO y CAS.

Actualmente existen conectores para: DICOM, Autocad, Google Drive, MS Office, Vtiger, Joomla, Wordpress, BonitaSoft, IDempiere, Kofax, Abby Flexicapture, etc.

## Reconocimientos
2010: Mejor Proyecto Empresarial del IE Business School
2011 y 2013 Mejor Aplicación Esencial para Empresas por portalprogramas.com